# Lozva
Lozva (rusky Лозьва) je řeka na severu Sverdlovské oblasti v Rusku. Je 637 km dlouhá. Povodí má rozlohu 17 800 km².

## Průběh toku
Pramení na východním svahu hřbetu Pojasovyj Kameň na Severním Uralu. Teče na jihozápad mokřady Západosibiřské roviny Je levou zdrojnicí Tavdy (povodí Obu).

### Přítoky
- zleva – Pšovka, Velká Jevva, Ponil
- zprava – Ivděl

## Vodní režim
Zdroj vody je smíšený s převahou sněhových srážek. Průměrný roční průtok vody ve vzdálenosti 187 km od ústí činí přibližně 70 m³/s. Zamrzá v říjnu až na začátku listopadu a rozmrzá na konci dubna až na začátku května.
Průměrné měsíční průtoky řeky ve stanici Shaburovo v letech 1968 až 1981:

## Využití
Vodní doprava je možná od ústí přítoku Ivděl.